# A dadus
A dadus (eredeti cím: The Nanny) egy amerikai szituációs komédia, melyet 1993-1999 között sugárzott a CBS Fran Drescher főszereplésével. A sorozat megalkotói Drescher és akkor férje, Peter Marc Jacobson. Drescher ötleteit a saját életéből merítette, a történetek mellett a nevek és a jellemek is közeli rokonaihoz és barátaihoz köthetők. 
A sorozat összesen hat évadot, ezen belül 146 részt élt meg, ezalatt tizenhárom jelölésből egy Rose d'Or és egy Emmy-díjat szerzett, Fran Dreshcer pedig jelölték Golden Globe- és Emmy-díjra is. A főcímdal írója és előadója Ann Hampton Callaway.
Magyarországon először a TV2 mutatta be 2001. november 19-én, később az RTL Klubon, a Cool TV-n , a Viasat 3-on PRIME-on a TV2 Comedyn és az RTL+-on is látható volt.

## Cselekmény
Fran Fine csupaszív, életvidám hölgy, aki vőlegénye esküvői ruhaszalonjában dolgozik eladóként, ám az első részben a férfi szakít vele, és kirúgja az állásából is. Fran ezt követően kozmetikai termékekkel házal, és útja a gazdag, özvegy Broadway-producer, Maxwell Sheffield házához vezeti. A férfi tévesen azt gondolja, hogy Frant a dadus közvetítő ügynökség küldte, így azonnal felveszi három gyereke mellé dadusnak. Frant szókimondó és életvidám természetének köszönhetően hamar megkedveli újdonsült munkaadója és annak gyerekei, és sikerül vidámságot csempészni a ház életébe.
Niles, a komornyik is jó barátságba kerül a nővel, mivel neki is feltűnik, hogy Fran nagyon jó hatással van a családra. Egyedül C.C. Babcockkal nem felhőtlen a viszonya, aki már régóta arról álmodozik, hogy Maxwell megkéri a kezét és feleségül veszi. Nagyon szkeptikus Frannel és féltékeny is rá, mert riválist lát benne.
A történet további szereplői: Fran haspók mamája, Sylvia; a ritkán látott, de annál többször említett apja, Morty; a cigarettafüggő és szenilis Yetta nagyi, aki azt gondolja, hogy Maxwell Fran férje és Val, Fran legjobb barátja, aki rengeteg galibát okoz a körülötte lévőknek.
Fran és Maxwell az első három évadban még nem vállalják "nyíltan" érzelmeiket, Fran sokszor randizik, amit vagy Maxwell tesz tönkre vagy valami rossz kiderül az aktuális férfiról. Maxwell eleinte rideg Frannel szemben, de a végén ő sem bír parancsolni érzelmeinek. A 3. évad végén szerelmet vall Frannek, amikor majdnem repülőgép-szerencsétlenséget szenvednek, de később visszaszívja, mikor hazaérnek. Ezért sokáig nem békülnek ki, sőt majdnem különváltak útjaik, ugyanis Fran Maxwell testvérével, Nigellel el akar szökni egy hajóra, de szerencsére lekési a hajót. Közben Maxwell is flörtöl egy hölggyel, Martaval, amire később derül fény.  Végül az 5. évad közepén szerelmet vallanak egymásnak és nem sokkal később Maxwell megkéri Fran kezét. Az 5. évad végén házasodnak össze, ami elé akadály gördül, ugyanis Fran le akarja mondani, mivel Maxwell húga és annak sofőrjének házassága tönkrement. Az eltérő társadalmi helyeztük miatt fél, hogy az ő kapcsolatuk is tönkremegy. Végül Maxwell meggyőzi őt, hogy nem így lesz. A 6. évad végén megszületnek az ikreik (egy lány és egy fiú) és elköltöznek Kaliforniába, Maxwell egyik művének megfilmesítése miatt.
Fran nagyon sok jót tesz a gyerekekkel, Gracie-nek segít feldolgozni az anyja halálát, aki nagyon felnőttesen komoly, holott ő a legkisebb. A kamaszkorban lévő Margaret fiúügyeit is segíti. Brighton, a középső testvér, állandóan piszkálja nővérét, nincs szerencséje a lányoknál, viszont húgával nagyon jó a kapcsolata és a sorozat végén nővérével, Maggie-vel megy Párizsba.
Niles C. C. Babcockkal állandóan hadilábon áll, állandóan veszekednek, borsot törnek egymás orra alá. Aztán Babcock elmegyógyintézetbe kerül (Fran és Max esküvői előkészülődéseit nem bírja elviselni). Niles-nak nagyon hiányzik és rájön, hogy érez valamit Babcock iránt. A sorozat vége felé megkéri a nő kezét, de ő többször  is visszautasítja és egy veszekedés alkalmával mindketten felmondanak. Végül egymás karjában kötnek ki, amin Maxwell és Fran nagyon meglepődik. Végül Fran szülésénél összeházasodnak, ugyanekkor derül ki, hogy gyerekük lesz, ami hallatán elájulnak. Ennek nagyon örülnek, de továbbra sem hagynak fel egymás piszkálásával.

## Szereplők
| Szereplő           | Színész             | Magyar hang        | Magyar hang     |
| Szereplő           | Színész             | 1-3. évad          | 4-6. évad       |
| ------------------ | ------------------- | ------------------ | --------------- |
| Fran Fine          | Fran Drescher       | Vándor Éva         | Vándor Éva      |
| Maxwell Sheffield  | Charles Shaughnessy | Mihályi Győző      | Fazekas István  |
| Maggie Sheffield   | Nicholle Tom        | Bogdányi Titanilla | Zsigmond Tamara |
| Brighton Sheffield | Benjamin Salisbury  | Czető Roland       | Heisz Krisztián |
| Grace Sheffield    | Madeline Zima       | Czető Zsanett      | Talmács Márta   |
| Niles              | Daniel Davis        | Schnell Ádám       | Schnell Ádám    |
| C.C. Babcock       | Lauren Lane         | Spilák Klára       | Spilák Klára    |
| Sylvia Fine        | Renée Taylor        | Moór Marianna      | Moór Marianna   |
| Yetta Rosenberg    | Ann Morgan Guilbert | Pásztor Erzsi      | Pásztor Erzsi   |
| Val Toriello       | Rachel Chagall      | Németh Kriszta     | Kocsis Mariann  |

### Vendégszereplők
Bár a sorozat állandó főszereplő gárdával készült, számos híresség jelent meg kisebb-nagyobb epizódszerepekre. Többször tűnt fel Fran nénikéjét, Freida Fine-t alakító Lainie Kazan, a Fran sosem látott apját alakító Steve Lawrence, a Yetta nagyi vőlegényét alakító Ray Charles, a pszichiátert játszó Spalding Gray, vagy a Maggie barátját alakító Andrew Levitas. 
Egy-egy epizódban volt látható John Astin, Roseanne Barr, Joan Collins (Maxwell mostohaanyja), Robert Vaughn (Maxwell apja), Bob Barker, Chevy Chase, Billy Ray Cyrus, Lesley-Anne Down, Erik Estrada, Dan Aykroyd, Joe Lando, Richard Kline, Bette Midler, Eydie Gorme, Jane Seymour, Cloris Leachman, Elizabeth Taylor, Elton John, Jason Alexander, Lamb Chop, Shari Lewis, Andrew Dice Clay, Lynn Redgrave, Hugh Grant, Margaret Cho, Jeanne Cooper, Melody Thomas Scott, Eric Braeden, Shemar Moore, Joshua Morrow, Hunter Tylo, Pamela Anderson továbbá olyan médiaszemélyiségek, mint Roger Cassidy Clinton, Alicia Machado, Rita Moreno, Jay Leno, David Letterman, Rosie O’Donnell és Donald Trump, valamint olyan zenészek, mint Lisa Loeb, Eartha Kitt, Brian Setzer, Céline Dion, Coolio, Whoopi Goldberg.

## Epizódok
| Évad | Évad | Epizódok | Eredeti sugárzás     | Eredeti sugárzás | Eredeti adó |
| Évad | Évad | Epizódok | Évadpremier          | Évadfinálé       | Eredeti adó |
| ---- | ---- | -------- | -------------------- | ---------------- | ----------- |
|      | 1    | 22       | 1993. november 3.    | 1994. május 16.  | CBS         |
|      | 2    | 26       | 1994. szeptember 12. | 1995. május 22.  | CBS         |
|      | 3    | 27       | 1995. szeptember 11. | 1996. május 20.  | CBS         |
|      | 4    | 26       | 1996. szeptember 18. | 1997. május 21.  | CBS         |
|      | 5    | 23       | 1997. október 1.     | 1998. május 13.  | CBS         |
|      | 6    | 22       | 1998. szeptember 30. | 1999. június 23. | CBS         |